# コング (アイルランド)
コング (英語：Cong、, これは「聖フェイチンの狭隘地」という意味をもつCúnga Fheichín というアイルランド語、Congaに由来する)は、その村域がゴールウェイ県とメイヨー県の境界を跨いで広がるアイルランドの村の一つである。 

## 地理

### 位置
コング村は、いくつかの小川が四周を取り囲むことによって形成された島にあって、 コリブ湖とマースク湖とを結ぶ地峡の上に位置している。近隣には、ヘッドフォードとバリンローブという町と、クロンバール、ザ・ニール、クロスという三村がある。
コングは、コリブ湖と北方に位置するマースク湖を結ぶ地下水流で有名である。 

## 歴史
コング(Cunga Féichin)は、1111年にラス・ブリーサルで開催されたアイルランドの教会会議 (Synod of Ráth Breasail)においてコノート地方に承認された5つの管区のひとつに認定されていたが、1152年にケルズで開催された教会会議で、コノート地方の管区から外され、その全管区は チュアムの大司教区に移譲されることになった。今では、コングのクンガ・フェイチン管区は、名義（だけの）管区として、カトリック教会のリストには記載されていない。
コング村は、また、歴史家サー・ウイリアム・ワイルドの生誕地である。ウィリアム・ワイルドは、卓越した劇作家、小説家、詩人かつ短編小説家として名を馳せたオスカー・ワイルドの父親である。

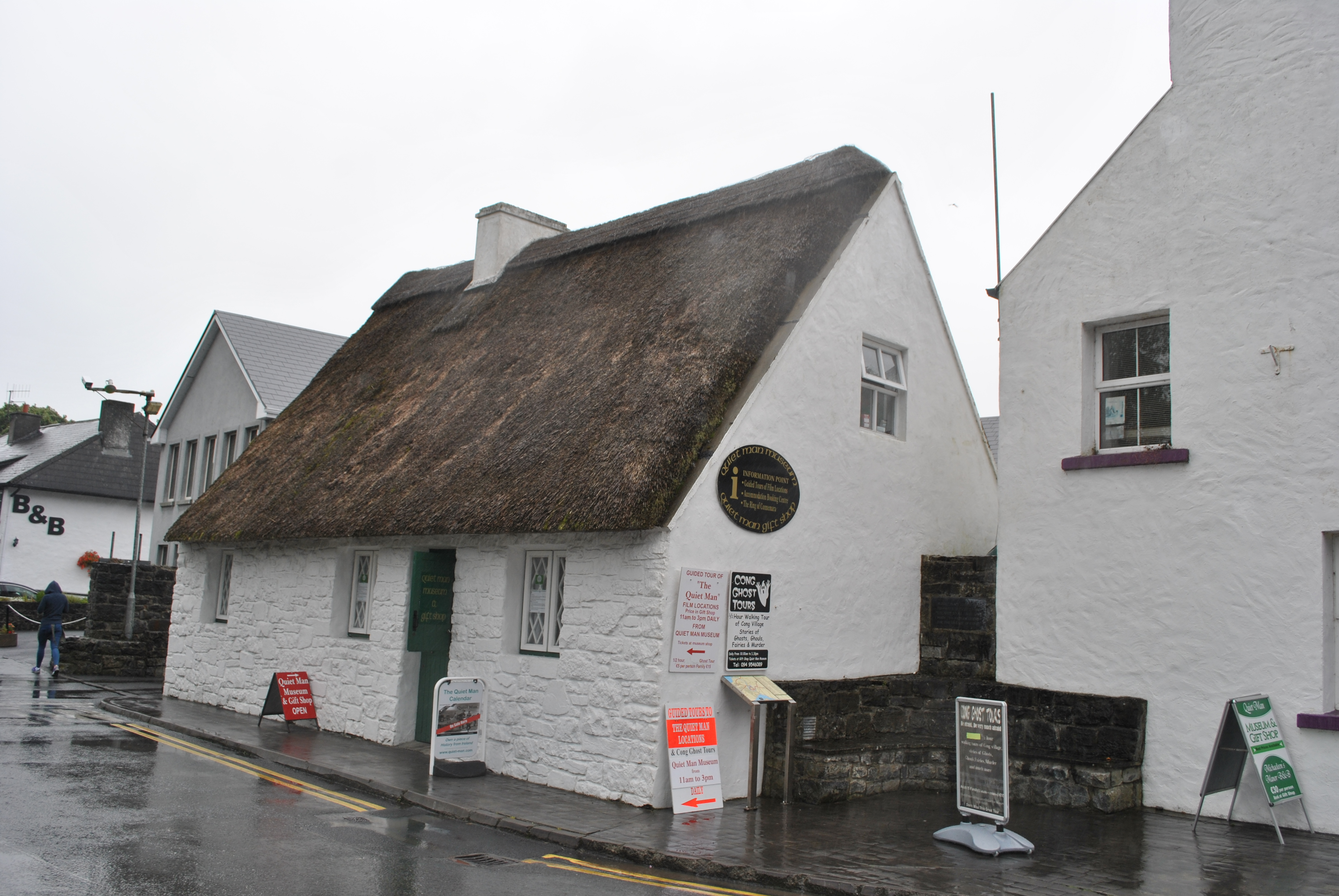
静かなる男の舞台のひとつとなった家屋

コング村は、1952年のアカデミー賞を受賞したジョン・フォード 監督、主演ジョン・ウェイン、共演モーリン・オハラ、バリー・フィッツジェラルドの映画、『静かなる男』の撮影が行われたところである。多くの場面は、アッシュフォード城の敷地内で撮影された。街並みや城の遺構などは、1952年当時とほとんど変わっておらず、この映画にゆかりの土地としてコング村はいまでも観光客を引きつけている。「静かなる男愛好会」のような団体がこの映画を記念して今もさまざまな活動を行っている。
1870年になるまで、カトリック教会の記録には、コング村は載っていないが、アイルランド聖公会では、18世紀、19世紀の記録が残っていて、それらは、バリンローブの近くの南・マヨール家系調査センターに保存されている。 

## 名所

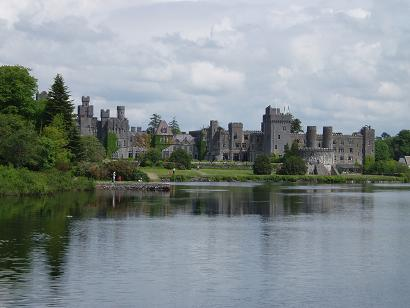
アッシュフォード城

コング村は、アッシュフォード城の故地である。かつてはギネス家によってコリブ湖畔に建てられたヴィクトリア様式を模した城であったが、今ではラグジュアリーホテルとして利用されている。 アッシュフォード城はそれ自体が観光の名所である。コング村はまた、中世の修道院、コング修道院の遺跡で有名である。この修道院は、アイルランド全土を治めた最後の上級王であったローリー・ オコーナーが晩年を過ごした場所である。コング修道院は、また「コングの十字架」(Cross of Cong)と呼ばれる金属でできた十字架形の聖骨箱に見られるケルト様式の美術工芸品の発生地でもある。この「コングの十字架」は、いまはダブリンにあるアイルランド国立博物館が所蔵している。コング村には、自立型の背の高い十字架像（High Cross)が残されている。

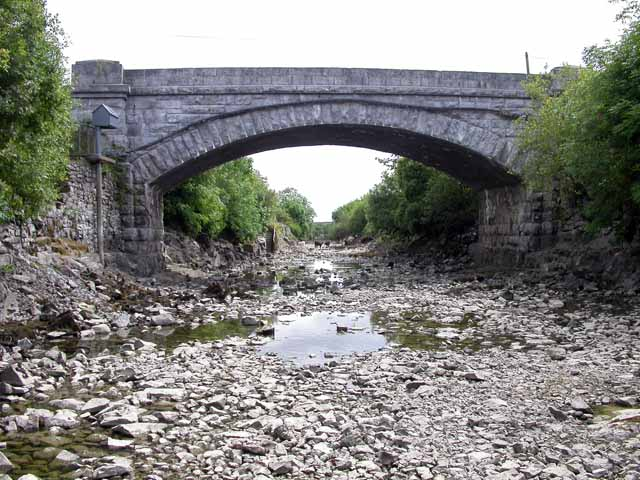
キャラウナガワー橋、コング水路

1848年から1854年の5年にわたって、水運、排水および水車用動力の供給などの複合的な目的のために公共事業局によりコング水路が企画、建設された。しかし、1854年に当局は、計画のうち水運用水路の工事を断念し、 サミュエル・ロバートという工事技師に、「この地方のこの区域においては水運関係の工事はすべて中止し、排水のためにマースク湖の水位調整を行うための工事のみを行うよう」命じた。今では、この水路は一般に「渇水路」と呼ばれているが、水位は、3マイルにわたり、季節に応じて0 ～12フィートの間に（つまり、夏季は渇水状態、冬季は満水状態となるように）調節されている。この水路建設の遺産は今もその主要な部分を残しているのである。

## 年代記
『四導師の年代記』(Annals of the Four Masters)にはこのような記述がある。
- M1184.12.　ドネル オフラナガン、ケーヒル族の長、クンガ・フェイチン即ちコングの地に死す。

## ギャラリー

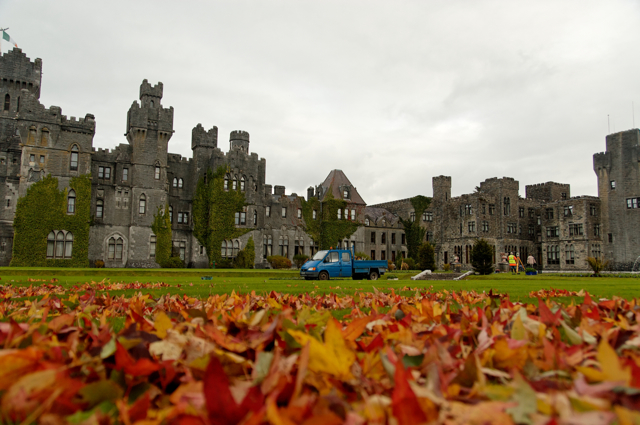
アッシュフォード城の紅葉
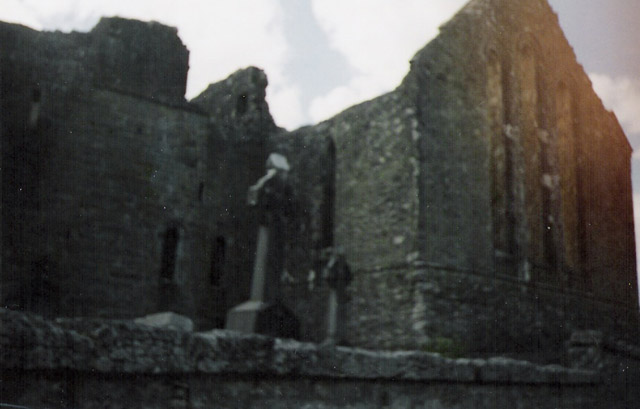
コング修道院の外観
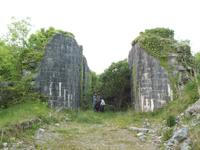
渇水路の閘門
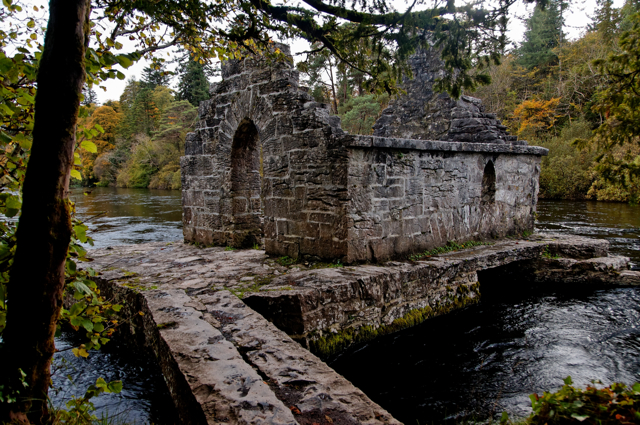
修道士の魚小屋

## 参照
1. ↑  “Geological Survey of Ireland”. 2015年3月23日閲覧。
2. ↑  Michael John Brenan, An Ecclesiastical History of Ireland, Dublin 1864, pp. 120–121, 250
3. ↑  John Healy, "Tuam" in Catholic Encyclopedia (New York 1912)
4. ↑  Annuario Pontificio 2013 (Libreria Editrice Vaticana 2013 ISBN 978-88-209-9070-1), p. 877
5. ↑  Cong on County Mayo Site
6. ↑  “The Quiet Man Cong”.   Member of Travel Ireland Network (2013年). 2015年3月24日閲覧。
7. ↑  Webb, Alfred (1878). A Compendium of Irish Biography. Dublin: M.H. Gill and Son
8. ↑  Hugh McKnight (1987). The Shell Book of Inland Waterways. David & Charles. p. 31. ISBN 0-7153-8239-X
9. ↑  Maurice Semple (1981). By the Corribside. self-published
10. ↑  Board of Public Works (1855). Twenty-third Report from the Board of Public Works, Ireland: with appendices. 1854. HMSO